# Mieszołki (Podlaquia)
Mieszołki [pronunciación en polaco: /mjɛˈʂɔu̯ki/] es un pueblo ubicado en el distrito administrativo de Gmina Stawiski, dentro del Condado de Kolno, Voivodato de Podlaquia, en el norte de Polonia oriental. Se encuentra aproximadamente a 5 kilómetros al este de Stawiski, a 20 kilómetros al este de Kolno, y a 70 kilómetros al noroeste de la capital regional Białystok.
El pueblo tiene una población de 87 habitantes.